# Vierville (Mancha)
Vierville é uma comuna francesa na região administrativa da Normandia, no departamento Mancha. Estende-se por uma área de 4 km². Em 2010 a comuna tinha 39 habitantes (densidade: 9,8 hab./km²).